# Zwemscore
De Internet Zwemscore Module in 1999 ontwikkeld, is het eerste online leerlingvolgsysteem voor de zwemles in Nederland, waarbij ouders en leerlingen hun vorderingen kunnen volgen op internet.